# Joshua Nga Kana
Joshua Nga Kana (13 juni 2009), voordien bekend als Joshua Bethume, is een Belgisch voetballer die onder contract ligt bij RSC Anderlecht.

## Carrière
Kana sloot zich op vijfjarige leeftijd aan bij BX Brussels, waar hij in 2016 werd weggeplukt door RSC Anderlecht. Op 20 juni 2024 kondigde Anderlecht dat de Brusselaar, die toen nog Joshua Bethume werd genoemd, een driejarig profcontract had ondertekend.
Op 9 augustus 2025 maakte Kana – bij aanvang van het seizoen 2025/26 koos de Brusselaar voor de naam Joshua Nga Kana – zijn profdebuut in het shirt van de RSCA Futures: op de openingsspeeldag van de Challenger Pro League liet trainer Jelle Coen hem tegen KV Kortrijk (1-3-nederlaag) in de 62e minuut invallen voor Elyess Dao.

## Clubstatistieken
| Seizoen         | Club            | Land            | Competitie      | Competitie | Competitie | Beker | Beker | Supercup | Supercup | Europees | Europees | Totaal | Totaal |
| Seizoen         | Club            | Land            | Competitie      | Wed.       | Dlp.       | Wed.  | Dlp.  | Wed.     | Dlp.     | Wed.     | Dlp.     | Wed.   | Dlp.   |
| --------------- | --------------- | --------------- | --------------- | ---------- | ---------- | ----- | ----- | -------- | -------- | -------- | -------- | ------ | ------ |
| 2025/26         | RSCA Futures    | Vlag van België | Eerste klasse B | 1          | 0          | —     | —     | —        | —        | —        | —        | 1      | 0      |
| Carrière totaal | Carrière totaal | Carrière totaal | Carrière totaal | 1          | 0          | 0     | 0     | 0        | 0        | 0        | 0        | 1      | 0      |

Bijgewerkt op 10 augustus 2025.
33 Vercauteren ·
34 Bouchouari ·
48 Montegnies ·
50 Barry ·
51 Baouf ·
52 Nicaise ·
53 Colassin ·
59 Vergeylen ·
62 Goto ·
63 Vanhoutte ·
64 Masscho ·
65 Engwanda ·
66 Haentjens ·
67 Moutha-Sebtaoui ·
68 Monticelli ·
69 Ure ·
71 Engwanda ·
73 Lapage ·
74 De Cat ·
77 Mendel-Idowu ·
78 Tajaouart ·
79 Maamar ·
80 Decorte ·
81 Diallo ·
83 Degreef ·
Coach: Coen